# Hradiště V Chobotech
Hradiště V Chobotech je pravěké hradiště u Čejetiček na okraji Mladé Boleslavi ve Středočeském kraji. Hradiště bylo osídleno v době bronzové a jeho pozůstatky jsou chráněny jako kulturní památka.

## Historie
Archeologické výzkumy hradiště provedli v roce 1936 Rudolf Turek a roku 1954 Evžen Plesl. Oba výzkum byly zaměřené na opevnění, v jehož konstrukci rozpoznaly dvě stavební fáze. Poprvé byla lokalita opevněna v mladší době bronzové příslušníky lužické kultury. Opevnění bylo později upraveno v pozdní době bronzové lidem slezskoplatěnické kultury. Ojedinělé keramické střepy svědčí i o využívání místa v době halštatské.

## Stavební podoba
Hradiště s rozlohou čtyři hektary bylo postaveno na ostrožně, která je součástí Jizerské tabule a jejíž vrcholová plošina se nachází až o šedesát metrů výše nade dnem údolí. Strmé svahy poskytovaly přirozenou ochranu na severní a východní straně. Zbývající dvě strany chránilo obloukovitě vedené opevnění dlouhé 380 metrů. Dochovalo se v podobě příkopu a valu, který se v terénu projevuje jako nízká terénní vlna. V první fázi však na místě valu stála pouze palisáda a val byl navršen až během druhé stavební fáze. Na koruně valu stála opět palisáda propletená proutím.
Součástí památkově chráněného areálu jsou také dva mohylníky. Jeden se nachází v lesa východně od hradiště a obsahuje 49 nízkých mohyl s průměrem čtyři až patnáct metrů. Severně od něj je jedna větší mohyla a ještě dál na sever leží druhý mohylník se 24 mohylami. Pohřebiště pochází ze stejného období jako hradiště.